# リシャール・ランフト
リシャール・ランフト（Richard Ranft、1862年7月18日 - 1931年6月13日）はスイスの画家、版画家、イラストレーターである。

## 略歴
スイス、ジュネーヴ州のプランパレ(Plainpalais)に生まれた。ジュネーブで美術を風景画家のソルデ(Eugene Etienne Sordet: 1836-1915) に学んだ後、パリに出て、画家のギュスターヴ・クールベや彫刻家のオーギュスト・デュモン(Auguste Dumont)のもとで学んだ。デュモンからは版画も学んだ。
風景画も描きながら、ポスターや版画を制作した。パリの美術文芸雑誌、「ラ・プリュム」に作品を提供し、この出版社が主催する展覧会「サロン・デ・サン」にも参加した。未発表の版画を出版する雑誌「レスタンプ・モデルヌ」に作品を発表し、「Journal pour tous」や「 L'Estampe nouvelle」などの雑誌に貢献した。
その後、パリを離れ、セーヌ＝エ＝マルヌ県のクベール(Coubert)で暮らした。フランス国民美術協会の会員になり、アンデパンダン展に出展した。1910年にパリの画廊、Channel e Simondonで展覧会を開いた。
1892年から1931年の間に多くの書籍の挿絵を描き、「Mademoiselle d'Orchair」(1892)や「 L'Illustre Famille」 (1913)といった小説も執筆した。

## 作品

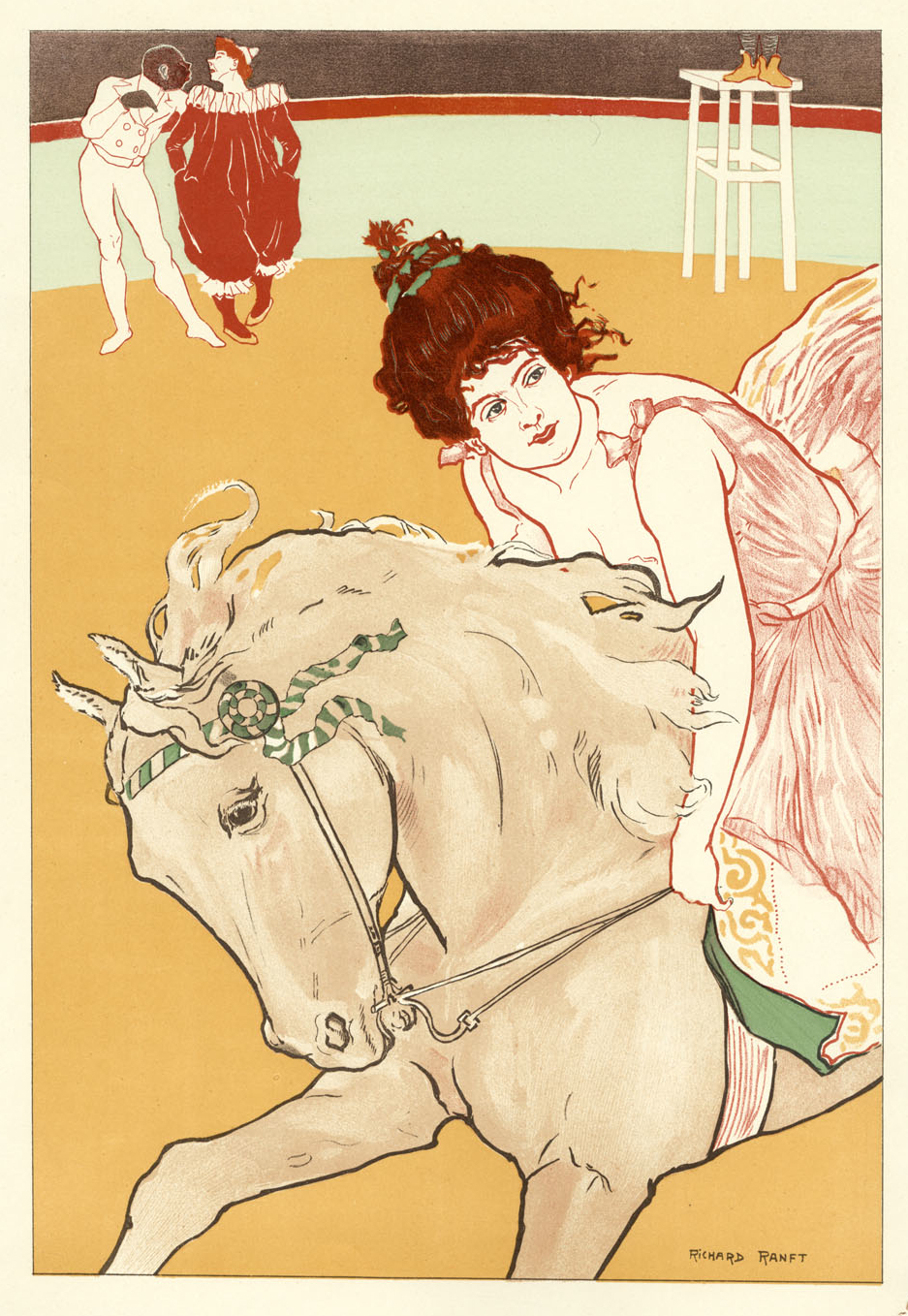
レスタンプ・モデルヌに掲載されたリトグラフ (1897)
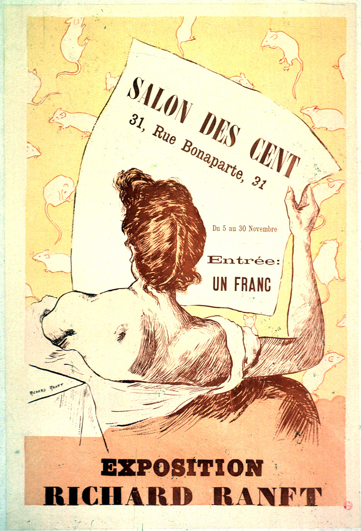
サロン・デ・サンのポスター
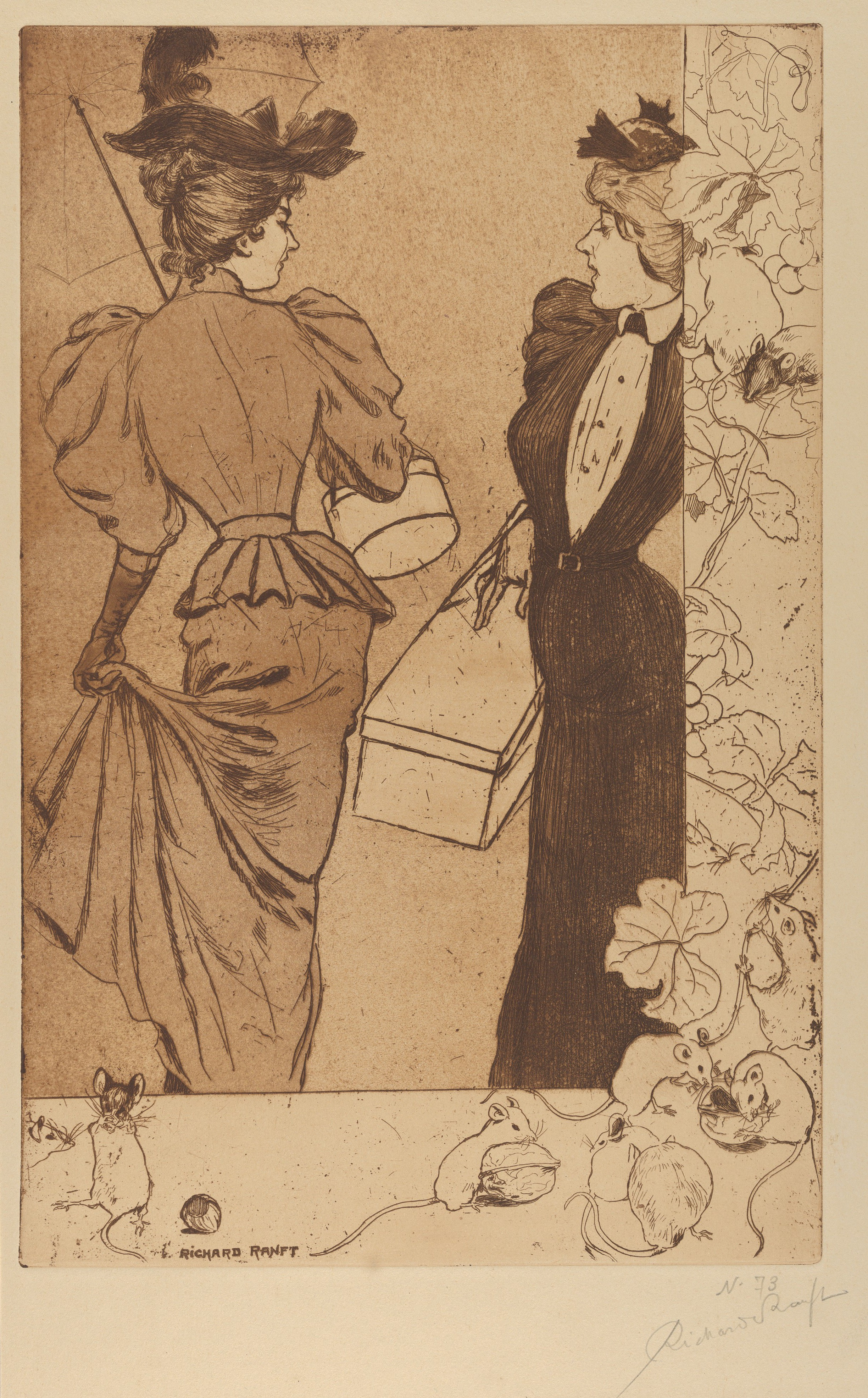
版画

## 著書/関連した書籍

### 小説
- Mademoiselle d'Orchair, Paris, éd. Albert Savine, 1892.
- L'Illustre Famille, Paris, éd. Paul Ollendorff, 1913.

### 画集/挿絵
- Lucien, Scènes de courtisanes, Paris, Henri Piazza éditeur d'art, 1901.
- ギュスターヴ・カーン, Contes hollandais, trois cuivres, Paris, 1903.
- エレミール・ブールジュ, Le Crépuscule des dieux, eaux-fortes en couleurs, Paris, Le Livre contemporain, 1905.
- Gyp, Le Bonheur de Ginette, Paris, Calmann-Lévy, 1911.
- ポール・ヴェルレーヌ, Biblio-sonnets, avec 28 compositions, Paris, H. Floury, 1913.

## 関連文献
- Allgemeines Lexikon der bildenden Künstler von der Antike bis zur Gegenwart, 28. Band, Leipzig, S. 6.
- O. Glaser, die Graphik der Neuzeit, Berlin, 1923, S. 381 ff.
- Die graphischen Künste, 26. Band, Vienna, 1904, S. 43-48, daselbst 5 Abbildungen, eine davon farbig.
- Allgemeines Lexikon der Bildenden Künstler des XX. Jahrhunderts, Band 4, Leipzig 1958, S. 17.
- Edouard Joseph, Dictionaire biographique des Artistes contemporains 1910-1930, Band III, Paris 1934, S. 177-178.
- Janine Bailly-Herzberg: Dictionnaire de l’Estampe en France 1830-1950